# Need for Speed III: Hot Pursuit
Need for Speed III: Hot Pursuit is een racespel ontwikkeld en uitgegeven door Electronic Arts in 1998. Het is het derde deel in de Need for Speed-serie.

## Spel
NFS III voegde een Hot Pursuit-mode (politieachtervolging) toe aan het spel. Daarin kon de speler proberen om aan de politie te ontsnappen, of zelf als agent te spelen en de snelheidsduivels te arresteren. De meeste wagens en banen waren beschikbaar bij het begin van het spel. Het doel was om een beloning beschikbaar te maken door races te winnen.
NFS III maakte gebruik van de multimediamogelijkheden van de cd-rom, en bevatte audiocommentaar, diavoorstellingen met foto's en muziekvideo's. Dit spel was het eerste waarvoor men extra automodellen kan downloaden. Daardoor ontstond een gemeenschap van automakers.

## Gameplay
Opzet van het spel is het racen in bijzondere sportauto's op locaties in Noord-Amerika met verschillende klimaatomstandigheden.
De gameplay bestaat in dit deel uit twee categorieën; standaard racen, waarbij de speler tegen een of zeven andere racers rijdt, en 'Hot Pursuit', waar politieachtervolgingen in het spel zijn verwerkt.
Er kan in twee standen worden gespeeld, split screen en "Knockout". Elke race bestaat uit twee rondes waarbij de laatste auto wordt geëlimineerd in de race totdat er een winnaar overblijft.

## Lijst van auto's
Need for Speed III: Hot Pursuit bevat de volgende auto's:
- Aston Martin DB7 (alleen in pc-versie)
- Chevrolet Corvette C5 (ook speelbaar als politieauto)
- Chevrolet Corvette C5 1998 Indy 500 Pace Car (alleen in Wal-Mart pc-versie)
- El Niño (ook speelbaar als politieauto)
- Ferrari F355 F1 Spider
- Ferrari 456M GT
- Ferrari 550 Maranello
- Ford Falcon GT (alleen in de Australische pc-versie)
- HSV VT GTS (alleen in de Australische pc-versie)
- Italdesign Nazca C2 (alleen in PlayStation-versie)
- Italdesign Scighera (alleen in pc-versie)
- Jaguar Sports XJR-15
- Jaguar XJR-15
- Jaguar XK8
- Jaguar XKR
- Lamborghini Countach '97
- Lamborghini Diablo SV (ook speelbaar als politieauto)
- Lister Storm
- Mercedes-Benz CLK GTR
- Mercedes-Benz SL 600 (alleen in pc-versie)
- Spectre R42

## Racebanen
In dit deel zijn de volgende racebanen aanwezig:
- Atlantica
- Aquatica
- Country Woods
- Empire City
- Hometown
- Lost Canyon
- Redrock Ridge
- Rocky Pass
- Summit

## Ontvangst
Need for Speed II ontving positieve recensies. Het spel werd geprezen voor de intense actie en het hoogstaande grafische gedeelte, kritiek was er op de onnauwkeurigheid van sommige auto's.
Op aggregatiewebsite Metacritic ontving zowel de pc-versie als de PlayStation-versie een score van 8,8.